# Айдид, Мохамед Фарах
Мохамед Фарах Хасан Айдид (сомал. Maxamed Faarax Xasan Caydiid, араб. محمد فرح حسن عيديد‎; 15 декабря 1934, Беледуэйне, Итальянское Сомали — 1 августа 1996, Могадишо, Сомали) — сомалийский военный и политический деятель, самопровозглашённый президент Сомали в 1995—1996 годах, генерал-майор сомалийской армии. Председатель Объединённого сомалийского конгресса (ОСК) и Сомалийского национального альянса (СНА).

## Биография
Мохамед Фарах Айдид родился в Беледуэйне, провинции Хиран, и принадлежал к племенной группе хабар гидир, являвшейся частью клана хавийя. Выросши пастухом, он получил военную подготовку в Риме, где учился с 1954 по 1958 год. По возвращении на родину стал начальником полиции в Могадишо, а затем начальником штаба в центре военной подготовки.
В 1960 году, после получения Сомали независимости, Мохамед служил в национальной армии, где впоследствии получил звание генерала. В 1960—1963 годах проходил курс обучения в Военной академии имени М. В. Фрунзе, Москва.
В годы правления Сиада Барре был приговорён к шести годам лишения свободы без суда и следствия. Принимал участие в войне с Эфиопией (1977—1978). В 1984 году Сиад Барре назначил Айдида послом в Индии, однако уже в 1989 году Мохамед покинул Барре, чтобы организовать сопротивление против его режима.

## Гражданская война
В конце 1989 года Айдид выступил против сомалийского президента Мохаммеда Сиада Барре и стал одним из лидеров вооружённой оппозиции. Он формирует военное крыло Объединённого сомалийского конгресса (ОСК). При поддержке Эфиопии, Айдид образует альянсы с СНД и другими оппозиционными группами.
В результате гражданской войны Барре был свергнут в январе 1991 года. Таким образом, у Айдида возник конфликт с другим лидером повстанцев Али Махди Мохамедом по поводу того, кто из них должен стать новым президентом страны. Это привело к возобновлению боевых действий осенью 1991 года. В ходе продолжающейся войны в Сомали прекратили существование все государственные институты, а также была разрушена практически вся социальная инфраструктура, что привело к голоду, жертвами которого стали порядка 300 тыс. человек.

### Вмешательство ООН
Попытки ООН оказать гуманитарную помощь Сомали окончились провалом — в условиях всеобщего хаоса в стране гуманитарные колонны часто подвергались разграблению. В декабре 1992 года многонациональные силы под эгидой ООН и во главе с США начали вооружённую интервенцию в Сомали (операция «Возрождение надежды») с целью обеспечить безопасную доставку гуманитарной помощи. После успешного достижения этой цели ООН взяла на себя ответственность за политическое будущее страны, выступив в роли посредника между Айдидом и Мохамедом. Подозревая ООН в предвзятости и в целом негативно относясь к международному вмешательству во внутренние дела Сомали, Айдид в июне 1993 года организовал серию вооружённых нападений на миротворцев. После этого за его голову было назначено вознаграждение в 25 тыс. долларов. Однако попытки войск ООН найти Айдида заканчивались неудачно. В августе в Сомали прибыли военнослужащие американского спецподразделения «Дельта» и 75-го полка рейнджеров, развернувшие охоту за мятежным лидером боевиков.
3 октября 1993 года спецназ США попал в засаду, организованную Айдидом в Могадишо, что привело к кровопролитному сражению и гибели 20 спецназовцев и миротворцев, а также более 1500 сомалийцев. Эти события получили широкий резонанс в США. В марте 1994 года американские войска были выведены из Сомали, а год спустя страну покинули и остальные силы ООН. Гражданская война в Сомали продолжалась. Об этих событиях впоследствии был снят фильм «Падение черного ястреба».

### Президент
Весной 1995 года войска Айдида были выбиты противником из Беледуэйне. Одновременно с этим усилились противоречия между Айдидом и Османом Али Атто, ставшим теперь его главным соперником в борьбе за власть. В июне Айдид созвал конференцию по национальному примирению, в ходе которой он был провозглашён президентом Сомали при поддержке своих сторонников. В августе Ливия официально признала правительство генерала Айдида. В следующем месяце вооружённые отряды Айдида предприняли наступление на Байдабо.

## Гибель
В апреле 1996 года генерал Айдид переехал из Байдабо в Могадишо. Прибыв в столицу, он пообещал сомалийцам развернуть масштабную войну против своих противников. В июле его вооружённые части осадили район на юге столицы — Медину, где начались ожесточённые схватки с боевиками Османа Атто, Муса Суди, Али Махди Мохамеда и другими. В конце месяца по радиостанции Али Махди поступило сообщение о тяжёлом ранении Айдида в ходе одного из боёв. По официальным данным, 24 июля он получил огнестрельные ранения в плечо и печень во время боя в районе Медины, и, как сообщалось позже, рана в печени оказалась заражённой. Генерал Айдид скончался 1 августа, в 15:30 по местному времени, от сердечного приступа, когда его оперировали. Согласно исламским обычаям, его похоронили на следующий день после смерти в южной части Могадишо. Тогда же по радио было передано сообщение, что Айдид скончался от полученных ран. После гибели Айдида место лидера занял его сын — Хусейн Фарах Айдид, однако его фракция никогда уже более не играла серьёзной роли в жизни страны.
Сын Айдида долгое время жил в США, получил американское гражданство и служил в Корпусе морской пехоты.